# Datlab
Datlab Institut z.s. (Dříve Econlab, ještě předtím Centrum aplikované ekonomie) je česká nevládní nezisková společnost, která se specializuje na shromažďování a analýzu dat v oblasti zejména veřejných financí. Vznikla v roce 2011 při Institutu ekonomických studií Univerzity Karlovy. Předsedou spolku je Jiří Skuhrovec.

## Činnost
Datlab je tvůrcem žebříčku Zindex, který hodnotí zadavatele veřejných zakázek na základě transparentnosti a metodiky výběrových řízení. V souvislosti s ruskou invazí na Ukrajinu a uvalením sankcí na ruské podnikatele a firmy spustil Datlab aplikaci sankce.datlab na zjišťování napojení firem právě na tyto subjekty.